# シクロドデカトリエン
シクロドデカトリエン(Cyclododecatriene)は、十二員環の中に3箇所のC=C二重結合を含む、シクロアルケンである。1,5,9-trans-trans-cis異性体は工業的に重要であり、塩化チタン(IV)と有機アルミニウム化合物の共触媒によるブタジエンの環化三量化によって形成される。
この化合物は、ドデカン二酸(4)の生成の原料となる。シクロドデカトリエン(1)は、水素化してシクロドデカン(2)となる。次に高温でホウ酸の存在下で空気酸化してアルコール(3a)とケトン(3b)の混合物となる。最後に、この混合物は硝酸でさらに酸化される。
この酸は、ポリアミドの合成に用いられる。
その他の用途として、二重結合部分に臭素を付加反応させて得られる(下に反応式を示す)ヘキサブロモシクロドデカンは臭素系難燃剤として用いられたが、平成26年5月1日には化審法の第一種特定化学物質に指定され、製造及び輸入は原則禁止されている。
C12H18+3Br2→C12H18Br6

## エボニックの火災
2012年3月、ドイツのマールにあるエボニックの工場の火災により、数ヶ月間、生産が停止した。この工場は、世界のシクロドデカントリエン製造のかなりの割合を占めており、これらは特にポリアミドPA12の前駆体であるラウロラクタムの製造に必要なものだった。この事態は、特に世界の自動車産業への影響が懸念された。そのため代替材料として、ラウロラクタムには依存しない生体由来の他のポリアミドが用いられた。